# Galium aladaghense
Galium aladaghense là một loài thực vật có hoa trong họ Thiến thảo. Loài này được Parolly mô tả khoa học đầu tiên năm 1995.